# Природно-заповідний фонд Сумської області
Природно-заповідний фонд Сумської області налічує 260 заповідних територій. Сумщина знаходиться у двох природних зонах — лісовій та лісостеповій. На півночі області переважають дубово-соснові ліси й сільськогосподарські угіддя на місці дубових лісів; на півдні — угіддя на місці лучних степів і дубових лісів, заплавні луки на долинах річок Псел і Ворскла, а серед лісів — кленово-липово-дубові ліси. Південніше Сейму, на сході області, в ґрунтовному покриві панують чорноземи.

## Земна поверхня
Більша частина території области розташована в межах Придніпровської низовини, крайня північна частина — у межах Поліської низовини, на сході й північному сході — відроги Середньоруської височини. Територією Сумщини протікає 1543 річки, найбільша з них — Десна. Усі вони належать до басейну Дніпра. У межах области розташовані 25 великих озер, 2191 ставок і 43 водосховища із загальним об'ємом майже 223 млн м3 води.

### Лісистість
Лісистість території (відношення покритої лісом площі до загальної площі регіону) становить 18,6 %.

## Рослинність
Сумщина розташована в лісовій та лісостеповій природних зонах. Умовний поділ проходить долиною р. Сейму. На крайній півночі області переважають піщані рівнини. На Поліссі, на дерново-підзолистих ґрунтах переважають соснові та дубово-соснові ліси з покривом чорниці, зелених мохів, серед яких є замкнуті зниження із сфагновими болотами. На Поліссі також є і діброви. Вони тяжіють до місць, де в ґрунті більше глинистих частинок і більше поживних речовин, однак такі ґрунти вже всі розорано. Також на Поліссі багато низинних боліт. Вони тяжіють до широких улоговин стоку й заплав річок (більшість з них меліоровано).
На північ від Сейму, на сході, лісів усе менше. Плескаті ділянки плато тут укриті родючими сірими лісовими ґрунтами й розорані. Поміж них є штучно створені ліси, здебільшого із сосни з домішкою дуба, клена, а часто лісових інтродуцентів — робінії несправжньоакацієвої, черемхи пізньої. Ліси з природним деревостаном залишилися переважно по схилах ярів і балок. Боліт тут мало.
По балках південної експозиції та крутих берегах Клевені та Сейму можна знайти ділянки остепнених лук з барвистим різнотрав'ям.

## Тваринність
На півночі області, яку охоплює лісова зона, можна побачити представників тайги – глушець, рись, заєць білий, снігур. А в південній лісостеповій частині області є степові звірі, такі як бабак, тушканчик, сліпак звичайний.
Загальна кількість видів тварин, що мешкають на Сумщині, складає близько 50 тисяч. Більшість із них – дрібні безхребетні. Хребетні тварини представлені 447 видами, а саме: міноги (круглороті) – 1, риби – 55, земноводні – 11, плазуни – 7, птахи – 296, ссавці – 78 видів.

### Рідкісні види тварин
Регулярні дослідження тваринного світу проводять науковці двох національних природніх парків: Деснянсько-Старогутського (на півночі області) та Гетьманського (на півдні). У першому увагу приділяють спостереженням за перелітними птахами в басейні Десни, визначають видовий склад мігрантів, уточнюють фенологічні терміни прольоту для кожного з видів. Серед місцевих видів є ті, що занесені до Червоної книги України та інших охоронних списків, а саме: ведмідь, заєць білий, горностай, скопа, пугач, кулик-сорока. У Гетьманському НПП за останні роки виявлено низку видів хребетних тварин, занесених до Червоної книги України, а деякі з них виявлено тут уперше: нерозень, чернь білоока, скопа, шуліка чорний, лунь польовий, лунь степовий, лунь лучний, канюк степовий, орел-карлик, підорлик малий, орлан білохвіст, журавель сірий, кульон великий, голуб-синяк, сорокопуд сірий, вечірниця руда, горностай. 
Одним з найбільш раритетних видів тварин області є хохуля звичайна – реліктовий вид, занесений до Червоної книги України. Популяція цієї тварини, що нараховує всього 100-300 особин, виявлена в північно-східній частині області в заплаві р. Сейм, частково в межах регіонального ландшафтного парку «Сеймський». А ще в межах цієї заповідної території ДП «Конотопський лісгосп» підтримує вільну популяцію зубра чисельністю понад 50 особин. 
Загалом на Сумщині мешкає 31 вид хребетних тварин, занесених до Червоної книги МСОП, 37 видів – до ЄЧС, 135 видів – до БК (додаток ІІ), ЧКУ – 108 видів.